# Chefia
Chefia (em árabe: الشافية) é uma cidade e comuna localizada na província de El Tarf, Argélia. Segundo o censo de 2008, a população total da cidade era de 8 195 habitantes.